# Giờ chuẩn Myanmar
Giờ chuẩn Myanmar (MMT) (tiếng Miến Điện: မြန်မာ စံတော်ချိန်, [mjəmà sàɴdɔ̀dʑèiɴ]; tiếng Anh: Myanmar Standard Time, viết tắt MMT, tên cũ Burma Standard Time) là múi giờ chính thức tại Myanma. MMT chạy sớm hơn Giờ Phối hợp Quốc tế 6 tiếng 30 phút (tức múi giờ  UTC+06:30). MMT được xác định lấy kinh tuyến 97° 30' đông đi qua địa phận Myanma làm căn cứ xác lập. Hiện nay, MMT được sử dụng xuyên suốt trong năm và không có giờ tiết kiệm mùa hè.